# Henri Luyten
Henri Luyten (Koningshooikt, Lier, 1 d'agost de 1873 - Boechout, 28 de setembre de 1954) va ser un ciclista belga que va córrer a finals del segle xix. Va combinar la carretera amb la pista i va guanyar dos campionats nacionals en ruta.

## Palmarès
- 1895
  -  Campió de Bèlgica en ruta
- 1896
  -  Campió de Bèlgica en ruta